# 3819 Robinson
3819 Robinson eller 1983 AR är en asteroid i huvudbältet som upptäcktes den 12 januari 1983 av den amerikanske astronomen Brian A. Skiff vid Anderson Mesa Station. Den är uppkallad efter Leif J. Robinson.
Asteroiden har en diameter på ungefär 11 kilometer.